# Festivalul de Film de la Zagreb

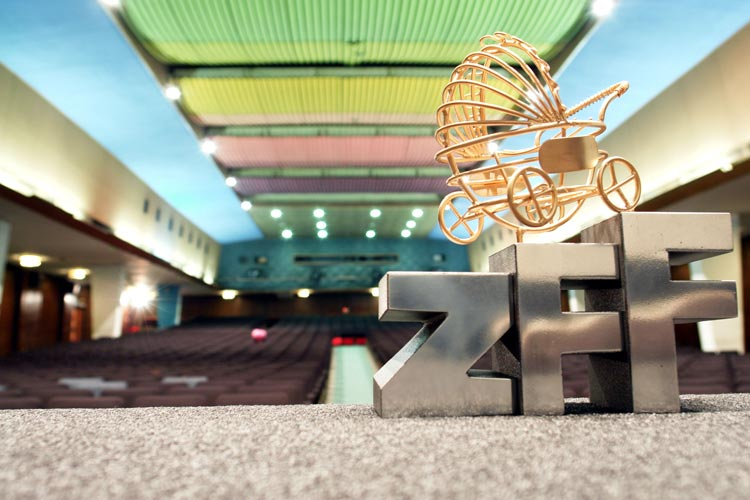

Festivalul de Film de la Zagreb (în croată Zagrebački filmski festival) este un festival de film anual desfășurat din 2003 la Zagreb, Croația organizat de compania de producție Propeler film d.o.o. Este unul dintre cele mai importante evenimente culturale croate. Festivalul se concentrează pe promovarea tinerilor și viitorilor realizatori de film și prezintă în mod regulat mai multe programe internaționale pentru primul sau al doilea film realizat. 
Fiecare ediție a festivalului cuprinde, de obicei, trei programe de concurs internațional (pentru filme de lungmetraj, scurtmetraje și documentare) și un program de concurs de scurtmetraje pentru realizatorii de film croați. În plus, festivalul găzduiește deseori proiecții necompetitive, cum ar fi selecții de filme pentru copii sau proiecții ale unor opere de debut realizate de regizori de film consacrați. 
Din 2006, premiul principal al festivalului se numește Zlatna kolica (Căruciorul de Aur). Din 2003 până în 2005 premiul principal a fost numit Golden Bib. 
În timpul festivalului, spațiile cinematografului Europa, Cinema Tuškanac, Muzeul de Artă Contemporană, Dokukin și Academia de Artă Dramatică sunt transformate într-un fel de oraș din oraș, lăsând toate sălile, holurile și barurile disponibile pentru evenimente ale festivalului.
Foști debutanți care au concurat în principalul program (concurs) al festivalului care astăzi sunt regizori cunoscuți sunt Steve McQueen, Cristi Puiu, Radu Jude, Xavier Dolan, Andrey Zvyagintsev, Taika Waititi, Jeff Nichols, Li Yang și alții.

## Premii
Premiile se acordă în următoarele categorii: 
Premiul Zlatna kolica (Golden Pram) (denumit Golden Bib, Baveta din Aur, până în 2005) este acordat în următoarele categorii:  Cel mai bun film lungmetraj din selecția internațională (Zlatna kolica za najbolji dugometražni igrani film); Cel mai bun film scurtmetraj din selecția internațională; Cel mai bun film documentar din selecția internațională; Cel mai bun scurtmetraj de un autor croat (prezentat în 2005) 
Premiul VIP al publicului pentru cel mai bun film în general, votat de public (introdus în 2005). 

## Câștigătorii premiilor

### Cel mai bun lungmetraj
| An   | Titlu în limba engleză  | Titlul original                 | Regizor(i)                               | Țară                  |
| ---- | ----------------------- | ------------------------------- | ---------------------------------------- | --------------------- |
| 2003 | The Return              | Vozvrashcheniye                 | Andrey Zvyagintsev                       | Rusia                 |
| 2004 | Blind Shaft             | Mang jing                       | Li Yang                                  | China                 |
| 2005 | L'Iceberg               |                                 | Dominique Abel, Fiona Gordon, Bruno Romy | Belgia                |
| 2006 | The Lives of Others     | Das Leben der Anderen           | Florian Henckel von Donnersmarck         | Germania              |
| 2007 | The Banishment          | Izgnanie                        | Andrey Zvyagintsev                       | Rusia                 |
| 2008 | Rumba                   |                                 | Dominique Abel, Fiona Gordon, Bruno Romy | Belgia                |
| 2009 | I Killed My Mother      | J'ai tué ma mère                | Xavier Dolan                             | Canada                |
| 2010 | The Robber              | Der Räuber                      | Benjamin Heisenberg                      | Germania              |
| 2011 | Michael                 |                                 | Markus Schleinzer                        | Austria               |
| 2012 | Everybody in Our Family | Toată lumea din familia noastră | Radu Jude                                | România               |
| 2013 | The Lunchbox            | Dabba                           | Ritesh Batra                             | India                 |
| 2014 | Blind Dates             | Shemtkhveviti paemnebi          | Levan Koguashvili                        | Georgia               |
| 2015 | Son of Saul             | Saul Fia                        | László Nemes                             | Ungaria               |
| 2016 | Clash                   | Eshtebak                        | Mohamed Diab                             | Egipt                 |
| 2017 | Men Don’t Cry           | Muškarci ne plaču               | Alen Drljević                            | Bosnia și Herțegovina |
| 2018 | The Load                | Teret                           | Ognjen Glavonić                          | Serbia                |

### Cel mai bun film documentar
| An   | Titlu în limba engleză              | Titlul original                       | Regizor(i)          | Țară         |
| ---- | ----------------------------------- | ------------------------------------- | ------------------- | ------------ |
| 2003 | Son's Job                           |                                       | Jade D'Cruz         | Regatul Unit |
| 2004 | Checkpoint                          | Machssomim                            | Yoav Shamir         | Israel       |
| 2005 | First on the Moon                   | Pervye na Lune                        | Aleksey Fedorchenko | Rusia        |
| 2006 | I, Soldier                          |                                       | Köken Ergun         | Turcia       |
| 2007 | The Alpha Diaries                   | Shalom Pluga Aleph                    | Yaniv Berman        | Israel       |
| 2008 | The Red Race                        |                                       | Gan Chao            | China        |
| 2009 | La vida loca                        |                                       | Christian Poveda    | Franța       |
| 2010 | Me, My Gipsy Family and Woody Allen | Io, la mia famiglia rom e Woody Allen | Laura Halilovic     | Italia       |
| 2011 | At the Edge of Russia               | Koniec Rosji                          | Michal Marczak      | Polonia      |
| 2012 | Slaughter Nick for President        |                                       | Rob Stewart         | Canada       |
| 2013 | The Captain and His Pirate          |                                       | Andy Wolff          | Germania     |
| 2014 | Karpotrotter                        | Karpopotnik                           | Matjaž Ivanišin     | Slovenia     |